# Криогеника
Криоге́ника (от слов греч. κρύος «холод, мороз» + γένος «род, происхождение») — раздел физики низких температур, изучающий закономерности изменения свойств различных веществ в условиях крайне низких («криогенных») температур. Кроме этого, этим термином обозначают технологии и аппаратно-методические средства работы в условиях низких температур. Также определяется как область науки, охватывающая исследование, развитие и применение криогенной техники.
В 1971 году Международный институт холода принял рекомендацию, согласно которой криогенными температурами следует называть температуры ниже 120 Кельвинов (температура конденсации природного газа) до температуры 0,7 K (температура получения жидкого гелия под вакуумом). Все температуры ниже 0,3 K — это область сверхнизких температур, для получения которых используются специальные методы охлаждения.

## Хронология
- 1823 год — М. Фарадей добивается сжижения хлора, сероводорода, диоксида азота, циана;
- 1877 год — Л. Кайете и Р. Пикте добиваются сжижения кислорода;
- 1883 год — З. Врублевский и К. Ольшевский добиваются сжижения азота;
- 1884 год — К. Ольшевский добивается сжижения водорода;
- 1897 год — Д. Дьюар добивается сжижения фтора;
- 1908 год — Г. Камерлинг-Оннес добивается сжижения гелия[1].

## Методы получения низких температур

### Холодильные циклы

#### Дроссельныйцикл
Цикл построен на изоэнтальпийном охлаждении при прохождении через дроссель.